# Kapela Svetog Križa na Gornjem gradu u Zagrebu
Kapela Svetog Križa katolička je kapela smještena na Ilirskom trgu na Gornjem gradu u Zagrebu. Nalazi se na križanju Opatičke, Radićeve i Jurjevske ulice, u blizini Popovog tornja. Kapela je izgrađena 1893. godinei zaštićeno je kulturno dobro.

## Povijest i arhitektura
Sredinom 18. stoljeća na mjestu današnje kapele postavljeno je kameno raspelo. U to vrijeme trg se nazivao Kipni trg. Naziv je promijenjen u Ilirski trg 1928. godine, te je taj naziv zadržao do danas.
Kapela je izgrađena donacijom Terezije Spitaler prema arhitektonskom projektu Hermanna Bolléa.
Projektirana je kao neogotička centralna građevina pravilnog šesterokutnog tlocrta. Radove je izvodila tvrtka Šafranek-Wiesner u suradnji s učiteljima-majstorima zagrebačke Obrtne škole, kiparom Dragutinom Morakom i klesarsko-kiparskim majstorom Ignjatom Franzom.
Lukovi južnog dvostrukog otvora upiru se na središnji kameni stup nad čijim je kapitelom Morakov kip sv. Stjepana kralja. Iznad kraljeve glave nalazi se bogato razvedeni baldahin. Dvostruki otvor zatvaraju i štite vratnice od kovanog željeza koje omogućuju pogled u unutrašnjost kapele. U unutrašnjosti kapele nalazi se neogotički oltar sv. Križa s figuralnom kompozicijomkipova Raspetoga Krista, Bogorodice i sv. Ivana apostola. Oltar je izrađen prema Bolléovom nacrtu a djelo je Dragutina Moraka. Unutarnji zidovi kapele su oslikani pozlaćenim Kristovim monogramima, cvjetnim motivima i zvjezdanim nebom, a ispod zapadnog prozora se nalazi natpisna je ploča na kojoj piše „Na čast Raspetomu Spasitelju, a u blagi spomen svomu ujaku Dru Stjepanu Poglediću, opatu i župniku grada Zagreba podigla Terezija Spitaler 1893“.
Nakon što je u suradnji s profesorom Silvijem Novakom iz Gradskog zavoda za zaštitu spomenika kulture i prirode krajem 2014. godine napravljena potrebna dokumentacija, radove na obnovi izvodili su kipar Vladimir Herljević, kiparica Zvonimira Obad, restauratorice Iva Prpić i Dubravkom Uvodić-Vinković te obrtnik Huzjakom. Obnavljanje kapele je dovršeno je 2016. godine.

## Galerija
- Unutrašnjost kapele
- Oltar u kapeli